# 魯德尼夫卡
51°1′53″N 34°44′16″E / 51.03139°N 34.73778°E
魯德尼夫卡（烏克蘭語：Руднівка）是位於烏克蘭東北部的村莊，由蘇梅州蘇梅區的米科萊夫卡村級市鎮負責管轄。該村處於奧萊什尼亞河右岸，距離克羅夫內和斯泰茨基夫卡1.5公里，海拔高度141米，2001年人口327。